# أسعد بن ملحم الحرفوشي
الأمير أسعد بن ملحم بن سلمان بن حسين الحرفوش الخُزاعي (كان حيا عام 1280 هـ / 1864 م)، من أمراء آل حرفوش الذين حكموا البقاع اللبناني منذ أوائل فترة الحكم العثماني.

## عائلته
- والده الأمير ملحم بن سلمان بن حسين الحرفوشي الخُزاعي
- أخوه: الأمير سلمان بن ملحم الحرفوشي، توفي عام 1282 هـ
- أخوه الأمير خنجر بن ملحم الحرفوشي

## أحواله
وقع الأمير سلمان بن ملحم الحرفوشي في أسر الدولة العثمانية بعد عصيانه عليها، فسجنه والي دمشق وذلك عام 1860م، فجهّز الأمير أسعد عسكرا للانتقام من والي دمشق وهاجم بيت القائمقام العثماني في بعلبك (فارس آغا) فقُتل 4 من رجاله، وفر فارس إلى دمشق ونُهبت داره من قبل الحرافشة.

فر الأمير أسعد إلى قرية نحلة البقاعية في لبنان، ومن ثم أمّنته الدولة العثمانية فعاد إلى بعلبك وعيّنته ( يوز باشا )على 200 عسكري.

بعد 7 شهور فرّ الأمير سلمان من السجن وطلب الأمان من الدولة، فأمّنته، وما لبث أن عاد إلى العصيان مع أخيه الأمير أسعد بن ملحم الحرفوشي وذلك عام 1864 م / 1282 هـ.

## نفيه ووفاته
قبضت الدولة العثمانية على الأمير أسعد ونفته إلى أدرنة ومنها إلى الأستانة، ولكن ما لبث أن مات فيها بعد أن عمل موظفا في أحد بنوكها، وبقي أخوه الأمير سلمان فارا.